# 小叶顶苞藓
小叶顶苞藓（学名：Acroporium diminutum）为锦藓科顶苞藓属下的一个种。